# Чёрный лебедь (книга)
«Черный лебедь. Под знаком непредсказуемости» (англ. The Black Swan: The Impact of the Highly Improbable) — книга американского эссеиста (бывшего трейдера) Нассима Талеба (род. 1960). В книге рассматривается чрезвычайное влияние редких и непредсказуемых событий, а также склонность людей ретроспективно находить им простые объяснения. Талеб называет это теорией чёрного лебедя.
Затрагивая темы, касающиеся знания, эстетики, а также стиля жизни, Талеб использует анекдоты и элементы художественности из своей жизни для проработки и иллюстрации своей теории. Автор книги критикует экспертов за высокомерие, а также за использование кривой нормального распределения Гаусса, считая её неприменимой в большинстве случаев. Книга провела 36 недель в списке бестселлеров New York Times.
«Чёрный лебедь» — вторая книга в серии Incerto, остальные книги включают «Одураченные случайностью», «Прокрустово ложе», «Антихрупкость» и «Рискуя собственной шкурой».